# AHI1
O sítio 1 de integração de ajudante de Abelson (AHI1) é um gene de codificação de proteínas que é conhecido pelo papel crítico que desempenha no desenvolvimento do cérebro. O desenvolvimento cerebelar e cortical adequado no cérebro humano depende fortemente do AHI1. O gene AHI1 é proeminentemente expresso no rombencéfalo embrionário e no prosencéfalo. O AHI1 codifica especificamente a proteína Jouberin e sabe-se que mutações na expressão do gene causam formas específicas da síndrome de Joubert. Jouberina é uma proteína que em humanos é codificada pelo gene AHI1.